# Premià de Mar
Premià de Mar est une commune de la comarque de Maresme dans la province de Barcelone en Catalogne (Espagne).

## Géographie
Commune située en bord de mer Méditerranée sur la Costa Brava, Premià de Mar est une ville espagnole, située dans la province de Barcelone et la communauté autonome de la Catalogne.

## Personnalités
- Mariano joueur de football au Real Madrid
- Jaume Comas joueur de basket-ball